# Contea di Shoshone
La contea di Shoshone (in inglese Shoshone County) è una contea dello Stato dell'Idaho, negli Stati Uniti. La popolazione al censimento del 2000 era di 13 771 abitanti. Il capoluogo di contea è Wallace.

## Geografia
La contea si trova nella parte est del saliente dell'Idaho, nel nord dello Stato, al confine con il Montana. Viene anche chiamata Silver Valley. I fiumi principali sono il Coeur d'Alene e il St. Joe. Il territorio è prevalentemente montuoso.

### Contee confinanti
- Contea di Sanders (Montana) - nord-est
- Contea di Mineral (Montana) - sud-est
- Contea di Clearwater - sud
- Contea di Latah - sud-ovest
- Contea di Benewah - ovest
- Contea di Kootenai - ovest
- Contea di Bonner - nord-ovest

## Storia
La contea fu creata nel 1864 e fu chiamata così per i nativi Shoshone. Precedentemente la contea di Shoshone era stata formata nel territorio di Washington nel 1861.

## Comuni

### Cities
- Kellogg
- Mullan
- Osburn
- Pinehurst
- Smelterville
- Wallace (capoluogo)
- Wardner